# Apologia di Al-Kindi
L'apologia di al-Kindi (Risālat al-Kindī, in arabo رسالة الكندي‎?) è un'opera apologetica arabo-cristiana del medioevo, redatta in forma di dialogo epistolare tra un credente cristiano e uno musulmano. L'opera difende il Cristianesimo e richiama l'attenzione sui difetti percepiti nell'Islam. È attribuita a un cristiano arabo chiamato ʿAbd al-Masīḥ b. Isḥāq al-Kindī. Si tratta di una figura altrimenti sconosciuta, che non è identificabile con il filosofo peripatetico islamico Abū Yūsuf ibn Isḥāq al-Kindī.
La particolare importanza dell'opera risiede nella diffusione che conobbe nell'élite colta europea sin dal dodicesimo secolo e nel ruolo che svolse in Europa come fonte di informazioni sull'Islam.

## Cronologia delle edizioni
La data di composizione dell'Apologia è dibattuta. I primi manoscritti sopravvissuti del testo arabo sono tutti opera di amanuensi cristiani (in una varietà orientali di arabo o in siriaco); inoltre, nessuno di essi precede il XVII secolo e, anzi, la maggior parte di essi sono del tardo Ottocento o dei primi del Novecento. Tuttavia, esiste una traduzione latina dell'opera risalente al XII secolo e redatta in Spagna, da cui si può arguire che il testo arabo sia circolato tra i Mozarabi (la circolazione di questo "genere letterario"è testimoniata da uno sparuto corpus di cinque scritti apologetici in arabo del XII secolo che ancora sopravvivono).
La traduzione in latino fu svolta nel 1141 da un gruppo di studiosi guidati dallo spagnolo Pietro di Toledo su richiesta di Pietro il Venerabile, nono abate dell'abbazia benedettina di Cluny.
Con Pietro di Toledo collaborarono anche Pietro di Poitiers e Roberto di Ketton. Questi studiosi facevano parte di un'équipe reclutata da Pietro il Venerabile, che commissionò anche traduzioni di altri testi arabi, incluso il Corano. Pietro il Venerabile aveva lo scopo di convertire i musulmani al cristianesimo e per questo motivo si può sostenere che la sua interpretazione dell'islam sia inerentemente negativa, ma questo programma culturale, seppur ideologico, ha saputo stabilire "un approccio più razionale all'Islam... utilizzando fonti islamiche anziché quelle prodotte dall'immaginazione di alcuni scrittori cristiani occidentali ". Dopo essere circolata come manoscritto, l'opera fu pubblicata in un'edizione a stampa nel XVI secolo con una prefazione di Martin Lutero.
Sconosciuta è poi la vera natura dell'opera e la sua origine autoriale: non si sa se sia da considerarsi l'opera creativa di un singolo scrittore rimasto anonimo o un reale scambio epistolare tra due soggetti davvero esistiti (della cui vita, tuttavia, non si conosce nulla; lo stesso testo tradìto precisa che i veri nomi dei corrispondenti sono stati omessi per "un certo motivo", non meglio specificato), le cui lettere sarebbero state collazionate da uno sconosciuto compilatore che li avrebbe riuniti a comporre il testo dell'opera. 
In epoca contemporanea, estratti dell'opera sono stati pubblicati in inglese dall'orientalista scozzese William Muir nel 1882. Il suo lavoro è stato tradotto anche in russo.
Nel 1985, Georges Tartar pubblicò una traduzione francese dell'opera.
Nel 1998 è stata pubblicata una traduzione italiana: "Al-Kindi, Apologia del cristianesimo, introduzione, traduzione, nota e indici", curata da Laura Bottini, quarto volume della collezione "Patrimonio culturale arabo-cristiano".

## Contenuto dell'opera
L'Apologia ha la forma di un dialogo tra un musulmano e un cristiano. Infatti, il libro contiene due apologie: nella prima il musulmano invita il cristiano ad abbracciare l'Islam. Nella seconda il cristiano declina questo invito e a sua volta invita il musulmano alla conversione al cristianesimo. La risposta del cristiano copre circa sei settimi del testo.
I due partecipanti alla disputa sono nominati con pseudonimi: il musulmano, chiamato "ʿAbd Allāh ibn Ismāʿīl al-Hāshimī" (in arabo عبد الله بن إسمعيل الهاشمي‎?, che si traduce come "servo di Allah, figlio di Ismaele, dal clan dei Banu Hashim") è descritto come un cugino di un califfo, che vive nel suo castello ed è ben informato sulla teologia cristiana; il cristiano è chiamato "ʿAbd al-Masīḥ ibn Isḥāq al-Kindī" (in arabo عبد المسيح ابن اسحاق الكندي‎?), che si traduce come "servitore del Messia, figlio di Isacco, dalla tribù dei Banū Kinda".

Oltre alla designazione "servo di Cristo" o "servo di Allah", si devono notare le seguenti indicazioni: "figlio di Isacco" e "figlio di Ismaele". Infatti, mentre la Bibbia nomina Isacco come la progenie promessa da Dio ad Abramo, i musulmani considerano Ismaele uno degli antenati degli Arabi e credono che in compagnia di suo padre Abramo abbia ricostruito la Kaʿba distrutta dal Diluvio Universale.
Infine, mentre il clan dei "Figli di Hāshim" (gli Hascemiti era un clan della tribù araba dei Quraysh, di cui faceva parte anche Maometto, i Banū Kinda erano una tribù araba che includeva clan sia ebrei sia cristiani, anche dopo l'avvento dell'Islam.

## Controversie riguardanti la datazione dell'opera
Muir ha riconosciuto la difficoltà di ottenere una versione affidabile del testo arabo, ma ha difeso l'autenticità dell'opera, facendo notare come l'Apologia venga citata da Abū Rayḥān Bīrūnī intorno all'anno 1000 come "Epistola di ʿAbd al-Masīḥ ibn Isḥāq al-Kindī". Sia Muir sia van Koningsveld ritengono che l'opera debba essere datata intorno al nono secolo. Muir ha fornito una data più specifica, identificando il califfo, che rimane senza nome nelle epistole, con la figura di Al-Maʾmūn, che regnò dall'813 all'833.

## Edizioni e traduzioni
- The Apology of Al Kindy written at the court of Al Maműn (Circa A.H. 215; A.D. 830) in defence of Christianity against Islam. edited and commented by Sir William Muir, Society for the Promotion of Christian Knowledge (SPCK), London, 1887
- Dialogue islamo-chrétien sous le calife Al-Ma'mun (813-834): les épîtres d'Al-Hashimî et d'Al-Kindî, Nouvelles éditions latines, Traduites par Georges Tartar, pp. 303 ISBN 978-2-7233-0266-1 LC Call No. BP172.H2914, 1985 Extraits consultables sur Google books
- Al Kindi, Apologia del cristianesimo a cura di Laura Bottini, Milano, Jaca Book, 1998, ISBN 8816404574